# Гіпертермофіли
Гіпертермофіли — організми, що ростуть і розмножуються при екстремально високих температурах — понад 60  °C. Оптимальна температура для існування гіпертермофілів — більше 80 °C. Гіпертермофіли є типом екстремофілів і включають здебільшого організми, що належать до домену археї (лат. Archaea), хоча деякі бактерії також можуть витримувати температури, що перевищують 100 °C. Багато гіпертермофілів також можуть протистояти іншим екстремальним чинникам, таким як висока кислотність чи радіація.

## Історія
Гіпертермофіли були відкриті 1969 року Томасом Д. Броком (англ. Thomas D. Brock) у гарячих джерелах національного парку Єллоустоун, Вайомінг, США. Після цього було відкрито ще понад 70 видів. Найбільш виражені екстремофіли на сьогодні були виявлені на перегрітих стінках глибоководних гідротермальних джерел, яким, щоб вижити, необхідна як мінімум температура 90 °C. Незвичайний жаростійкий гіпертермофіл, нещодавно відкритий штам 121, за 24 години перебування в автоклаві з температурою 121 °C (звідси назва) зміг навіть подвоїти чисельність своєї популяції. На цей час рекордно високу температуру 122 °C здатний витримувати вид Methanopyrus kandleri, при цьому залишаючись здатним до росту і розмноження.
Хоча жоден відомий термофіл не живе при температурі вище 122  °C, їхнє існування цілком імовірне (штам 121 тримався при температурі 130  °C дві години, проте не розмножувався, поки не був перенесений у свіже живильне середовище при відносно прохолодній температурі 103 °C). Однак вважається неймовірним, щоб мікроби виживали при температурі вище 150 °C, оскільки ДНК та інші життєво важливі молекули руйнуються при цій позначці.

## Дослідження
У ранніх дослідженнях гіпертермофілів були зроблені припущення, що їхній геном може характеризуватися високим GC (гуанін — цитозин)-складом, але останні праці показали, що «очевидного зв'язку між GC-складом геному і температурою, оптимальною для росту організму, немає».
Білкові молекули гіпертермофілів проявляють гіпертермостабільність. Завдяки цьому вони можуть підтримувати структурну стабільність (а, отже, і функції) при високих температурах. Такі білки гомологічні їхнім функціональним аналогам в організмів, що живуть при нижчих температурах, однак вони пристосовані до виконання своїх функцій при значно вищих температурах. Більшість низькотемпературних гомологів гіпертермостабільних білків денатурують при температурі, вищій 60 °C. Такі гіпертермостабільні білки часто мають промислове значення, оскільки пришвидшують хімічні реакції при високих температурах.

## Клітинна структура
У клітинній мембрані гіпертермофілів міститься багато насичених жирних кислот, які зазвичай утворюють C40 моношар, який зберігає свою форму при високих температурах.

## Деякі гіпертермофіли
- Methanopyrus kandleri[en], штам 116, архея з Аравійсько-Індійського хребта, живе і розмножується при 80-122 °C
- Штам 121[en], архей із Тихого океану, процвітають при 121 °C
- Pyrolobus fumarii[en], архея, що живе при 113 °C в гідротермальних джерелах Атлантичного океану
- Pyrococcus furiosus[en], архея, що живе і розмножується при 100 °C, вперше виявлена в Італії поблизу вулканічного джерела
- Geothermobacterium ferrireducens, бактерія, процвітає при 65-100 °C в Обсідіанському ставку, Єллоустоунський національний парк
- Aquifex aeolicus[en], бактерія, живе при 85-95 °C, національний парк Єллоустоун